# Блащук Мирослав Тарасович
Мирослав Тарасович Блащук (нар. 26 липня 1955, Стрільче, Городенківський район, Івано-Франківська область) — український дипломат. Тимчасовий повірений у справах України в Азербайджанській Республіці. Керівник Торгово-економічної місії при Посольстві України в Азербайджанській Республіці.

## Біографія
Народився 26 липня 1955 року в селі Стрільче, Городенківський район на Івано-Франківщині.
Очолював Головне управління зовнішніх зв'язків, туризму і торгівлі Івано-Франківської облдержадміністрації.
Керівник Торгово-економічної місії при Посольстві України в Азербайджанській Республіці.
З 8 квітня 2010 по 6 квітня 2011 року — Тимчасовий повірений у справах України в Азербайджанській Республіці.